# 2005年の日本競馬
2005年の日本競馬（2005ねんのにほんけいば）では、2005年（平成17年）の日本競馬界についてまとめる。
2004年の日本競馬 - 2005年の日本競馬 - 2006年の日本競馬

## 概要
2005年の中央競馬はシンボリルドルフ以来史上2頭目となる、無敗でのクラシック三冠制覇を達成したディープインパクト一色となった。牝馬では桜花賞・NHKマイルカップの変則二冠を達成したラインクラフト、日米オークスを制したシーザリオ、牝馬として39年ぶりに宝塚記念を制したスイープトウショウ、天皇賞 (秋)を制したヘヴンリーロマンスなど、話題が豊富だった。また、北海道の農業高校の生徒によって生産・育成され、新馬戦で勝利したユメロマン、名手岡部幸雄の引退、戦後初の天覧競馬の開催、1000万馬券の誕生など、様々なトピックがあった。
ダートに目を向けると、JBCクラシック3連覇のアドマイヤドンがかしわ記念を最後に引退するもののその他のGI優勝馬は軒並み現役続行。前年のジャパンカップダート覇者のタイムパラドックスがJBCクラシックを含むGIを3勝をあげる。同競走では松田博資調教師がアドマイヤドン3連覇に続く4連勝を飾った。地方勢はアジュディミツオーが東京大賞典を連覇し、中央勢に一矢を報いた。
新興勢力としてはディープインパクトと同馬主のカネヒキリが「ダート路線のディープインパクト」との異名を取り、ジャパンカップダートを含むGI3勝を飾った。またジャンプ競走でもディープインパクトやカネヒキリと同じ3歳のテイエムドラゴンが37年ぶりとなる3歳での中山大障害優勝を飾った。
JBCは愛・地球博や中部国際空港開港などで話題となった名古屋が舞台であった。
地方競馬では前年、高知競馬のハルウララフィーバーが去り、また廃止・休止となった競馬場も現れた。一方でライブドア・ソフトバンクなどの地方競馬事業への参入、地方競馬全国協会の解散・新運営団体の設立の提言を含む政府による地方競馬改革案が報道された。

## 主な重賞競走の変更点
- クリスタルカップの廃止。

## できごと

### 1月～3月
- 2月13日 - 東京第6レース新馬戦を北海道静内農業高等学校が生産したユメロマンが優勝。高校の生産馬として初めての中央競馬での勝利となる。
- 2月24日 - 中央競馬騎手である石神深一がこの日の夜、茨城県稲敷郡阿見町内で道路交通法違反（酒気帯び運転及び物損事故）により茨城県警土浦署に逮捕された。
- 2月26日 - 武豊騎手がビッグプラネット騎乗でアーリントンカップを制し、中央競馬史上初の重賞200勝を達成。
- 3月10日 - 中央競馬の通算最多勝利騎手（2943勝）である岡部幸雄騎手が引退を表明。
- 3月14日 - 宇都宮競馬場が最後の開催を行った。最終競走で昨年12月31日に開催予定が降雪のため、順延となっていた「平成16年度とちぎ大賞典」が行われ、フジエスミリオーネが勝利を収めた。
- 3月18日 - 日本中央競馬会は2月24日に逮捕された石神深一に対して2月25日から6月24日まで4ヶ月間の騎乗停止処分を行ったと発表。
- 3月28日 - NHK朝の連続テレビ小説としてファイトが放映開始。競馬場や厩舎も舞台となり、馬事公苑にセットが組まれ、元競走馬のダンスアワルツ（役名はサイゴウジョンコ）、武豊騎手が本人役で出演した。

### 4月～6月
- 4月9日 - この日開催された福島競馬第9競走で、史上初の1000万馬券が発生。
- 5月13日 - 大井競馬第2競走で、3連単の配当が13,000,390円となり、4月9日に記録した史上最高配当額を更新。
- 5月28日 - タップダンスシチーが金鯱賞を制し、同一重賞3連覇を達成。平地同一重賞3連覇はセカイオー（1956年～1958年-鳴尾記念）に続く2頭目。
- 6月18日 - JRAの電話投票サービス「即PAT」が稼動開始。ジャパンネット銀行に口座があれば、即日入会でき、入会初日から即利用可能という迅速さを売りとした。従来のPATは入会利用までに数ヶ月を要していた。

### 7月～9月
- 7月3日 - 中央競馬所属のシーザリオがアメリカンオークスを優勝。
- 7月18日 - 名古屋競馬第1競走で宮下瞳騎手が勝利。通算351勝とし、吉岡牧子騎手が持っていた女性騎手としての通算最多勝利記録を更新した。

### 10月～12月
- 10月22日 - 東京競馬第12競走で、3連単の配当が18,469,120円となり、5月13日に記録した史上最高配当額を再度更新。全公営競技史上最高配当額も更新。
- 10月23日 - 武豊騎手騎乗のディープインパクトが菊花賞に勝利し、1994年のナリタブライアン以来史上6頭目のクラシック三冠制覇を達成。21世紀突入後初めての三冠馬誕生。無敗の三冠馬は、1984年のシンボリルドルフ以来史上2頭目となる。武豊自身も悲願の三冠制覇となったほか、前人未到のJRA GI競走通算50勝を達成した。
- 10月30日 - 東京競馬場で行われた第132回天皇賞（秋）に天皇・皇后が行幸啓し、戦後初の「天覧競馬」が開催された。優勝したヘヴンリーロマンスに騎乗した松永幹夫騎手はスタンドの前で馬上から脱帽し、一礼をした。また、天皇・皇后はJRA競馬博物館を見学した。
- 12月11日 - 中央競馬所属のハットトリックが香港マイルを優勝。
- 12月18日 - 中京競馬の第9競走以降が降雪のため、取り止めとなった。第11競走に行われる予定であったCBC賞は翌週12月24日に順延となった。
- 12月25日 - 有馬記念で史上初の無敗での制覇を挑んだディープインパクトが、半馬身差で2着。優勝はハーツクライ。

## 競走成績

### 中央競馬・平地GI
- 第22回フェブラリーステークス（東京競馬場・2月20日）優勝 : メイショウボーラー（騎手 : 福永祐一）
- 第35回高松宮記念（中京競馬場・3月27日）優勝 : アドマイヤマックス（騎手 : 武豊）
- 第65回桜花賞（阪神競馬場・4月10日）優勝 : ラインクラフト（騎手 : 福永祐一）
- 第65回皐月賞（中山競馬場・4月17日）優勝 : ディープインパクト（騎手 : 武豊）
- 第131回天皇賞 (春)（京都競馬場・5月1日）優勝 : スズカマンボ（騎手 : 安藤勝己）
- 第10回NHKマイルカップ（東京競馬場・5月8日）優勝 : ラインクラフト（騎手 : 福永祐一）
- 第66回優駿牝馬（東京競馬場・5月22日）優勝 : シーザリオ（騎手 : 福永祐一）
- 第72回東京優駿（東京競馬場・5月29日）優勝 : ディープインパクト（騎手 : 武豊）
- 第55回安田記念（東京競馬場・6月5日）優勝 : アサクサデンエン（騎手 : 藤田伸二）
- 第46回宝塚記念（阪神競馬場・6月26日）優勝 : スイープトウショウ（騎手 : 池添謙一）
- 第39回スプリンターズステークス（中山競馬場・10月2日）優勝 : サイレントウィットネス（騎手 : フィリックス・コーツィー）
- 第10回秋華賞（京都競馬場・10月16日）優勝 : エアメサイア（騎手 : 武豊）
- 第66回菊花賞（京都競馬場・10月23日）優勝 : ディープインパクト（騎手 : 武豊）
- 第132回天皇賞 (秋)（東京競馬場・10月30日）優勝 : ヘヴンリーロマンス （騎手 : 松永幹夫）
- 第30回エリザベス女王杯（京都競馬場・11月13日）優勝 : スイープトウショウ（騎手 : 池添謙一）
- 第22回マイルチャンピオンシップ（京都競馬場・11月20日）優勝 : ハットトリック （騎手 : オリビエ・ペリエ）
- 第6回ジャパンカップダート（東京競馬場・11月26日）優勝 : カネヒキリ（騎手 : 武豊）
- 第25回ジャパンカップ（東京競馬場・11月27日）優勝 : アルカセット （騎手 : ランフランコ・デットーリ）
- 第57回阪神ジュベナイルフィリーズ（阪神競馬場・12月4日）優勝 : テイエムプリキュア （騎手 : 熊沢重文）
- 第57回朝日杯フューチュリティステークス（中山競馬場・12月11日）優勝 : フサイチリシャール （騎手 : 福永祐一）
- 第50回有馬記念（中山競馬場・12月25日）優勝 : ハーツクライ （騎手 : クリストフ・ルメール）

### ダートグレード競走（地方競馬開催分）
- 第54回川崎記念（川崎競馬場・1月26日）優勝 : タイムパラドックス（騎手 : 武豊）
- 第17回かしわ記念（船橋競馬場・5月5日）優勝 : ストロングブラッド（騎手 : 内田博幸）
- 第28回帝王賞（大井競馬場・6月29日）優勝 : タイムパラドックス（騎手 : 武豊）
- 第7回ジャパンダートダービー（大井競馬場・7月13日）優勝 : カネヒキリ（騎手 : 武豊）
- 第20回ダービーグランプリ（盛岡競馬場・9月19日）優勝 : カネヒキリ（騎手 : 武豊）
- 第18回マイルチャンピオンシップ南部杯（盛岡競馬場・10月10日）優勝 : ユートピア（騎手 : 安藤勝己）
- 第5回JBCスプリント（名古屋競馬場・11月3日）優勝 : ブルーコンコルド（騎手 : 幸英明）
- 第5回JBCクラシック（名古屋競馬場・11月3日）優勝 : タイムパラドックス（騎手 : 武豊）
- 第56回全日本2歳優駿（川崎競馬場・12月21日）優勝 : グレイスティアラ （騎手 : 田中勝春）
- 第51回東京大賞典（大井競馬場・12月29日）優勝 : アジュディミツオー （騎手 : 内田博幸）

### 中央競馬・障害(JGI)
- 第7回中山グランドジャンプ（中山競馬場・4月16日）優勝 : カラジ（騎手 : ブレッド・スコット）
- 第128回中山大障害（中山競馬場・12月24日）優勝 : テイエムドラゴン （騎手 : 白浜雄造）

### アングロアラブ
- 第5回全日本タマツバキ記念アラブ大賞典（福山競馬場・6月5日）優勝：スイグン（牡5、騎手：片桐正雪、調教師：千同武治、勝時計：1:59.7）

### ばんえい
- 第37回ばんえい記念（帯広競馬場・2月20日）優勝：スーパーペガサス（牡9、騎手：藤野俊一、調教師：大友栄人、勝時計：3:15.3）

### 騎手招待競走
- 第19回ワールドスーパージョッキーズシリーズ（阪神競馬場・12月3日、12月4日）優勝：岩田康誠（兵庫）

## 表彰

### JRA賞
- 年度代表馬・最優秀3歳牡馬　ディープインパクト（牡3・栗東）
- 最優秀2歳牡馬　フサイチリシャール（牡2・栗東）
- 最優秀2歳牝馬　テイエムプリキュア（牝2・栗東）
- 最優秀3歳牝馬・最優秀父内国産馬　シーザリオ（牝3・栗東）
- 最優秀4歳以上牡馬　ハーツクライ（牡4・栗東）
- 最優秀4歳以上牝馬　スイープトウショウ（牝4・栗東）
- 最優秀短距離馬　ハットトリック（牡5・栗東）
- 最優秀ダートホース　カネヒキリ（牡3・栗東）
- 最優秀障害馬　テイエムドラゴン（牡3・栗東）

- 最多勝利調教師　瀬戸口勉（栗東）
- 最高勝率調教師　伊藤雄二（栗東）
- 最多賞金獲得調教師　角居勝彦（栗東）
- 優秀技術調教師　藤沢和雄（美浦）
- 騎手大賞（最多勝利騎手・最高勝率騎手・最多賞金獲得騎手）　武豊（栗東）
- 最多勝利障害騎手　横山義行（美浦）
- 最多勝利新人騎手　該当者なし
- JRA賞馬事文化賞　NHKスポーツ報道センターならびにNHK大津放送局

### ダートグレード競走最優秀馬
- カネヒキリ （牡3・JRA栗東）

### NARグランプリ
- 年度代表馬・サラブレッド4歳以上最優秀馬　アジュディミツオー（牡4・船橋）
- サラブレッド2歳最優秀馬　モエレソーブラッズ（牡2・北海道）
- サラブレッド3歳最優秀馬　シーチャリオット（牡3・船橋）
- アラブ最優秀馬　スイグン（牡5・福山）
- ばんえい最優秀馬　スーパーペガサス（牡9）
- 最優秀牝馬　プルザトリガー（牝6・船橋）
- 最優秀短距離馬　ヨシノイチバンボシ（牡4・愛知）
- 最優秀ターフ馬　モエレジーニアス（牡2・北海道）
- 特別表彰馬　タイムパラドックス（牡7・JRA栗東）

- 最優秀調教師賞　川島正行（船橋）
- 最優秀騎手賞　内田博幸（大井）
- 優秀新人騎手賞　町田直希（川崎）
- 優秀女性騎手賞　宮下瞳（愛知）
- ベストフェアプレイ賞　今野忠成（川崎）
- 特別賞　岩田康誠（兵庫）

## 誕生
この年に生まれた競走馬は2008年のクラシック世代となる。

### 競走馬
- 1月9日 - ドモナラズ
- 1月19日 - ムードインディゴ
- 1月22日 - ブラックエンブレム
- 1月24日 - リトルアマポーラ
- 1月30日 - トールポピー
- 1月31日 - オーロマイスター、シビルウォー、ブラックシェル
- 2月3日 - リッスン
- 2月6日 - メルシーモンサン、ウォータクティクス
- 2月11日 - エアパスカル
- 2月12日 - キングスエンブレム、スマートギア
- 2月13日 - ショウナンアルバ
- 2月14日 - エフティマイア、アドマイヤコマンド
- 2月16日 - エーシンフォワード、フサイチアソート
- 2月17日 - サブジェクト
- 2月20日 - セレスハント
- 2月21日 - ダイワワイルドボア、モンテクリスエス
- 2月22日 - イコールパートナー
- 2月24日 - オウケンブルースリ
- 2月27日 - スプリングソング
- 2月28日 - オディール、ルールプロスパー
- 3月1日 - クリールパッション[1]
- 3月2日 - サトノプログレス
- 3月3日 - ゴスホークケン
- 3月4日 - エーシンディーエス
- 3月7日 - カジノドライヴ、トランスワープ、ギンザグリングラス
- 3月8日 - スマイルジャック、ピイラニハイウェイ
- 3月11日 - ディアヤマト
- 3月13日 - ダノンゴーゴー
- 3月14日 - レッドアゲート
- 3月19日 - キクノサリーレ 、ユビキタス、サンクスノート、ドバイマジェスティ
- 3月22日 - ラッシュストリート
- 3月24日 - シルポート
- 3月25日 - オースミスパーク
- 3月28日 - ダンツキッスイ、ブラボーデイジー、ユキチャン
- 3月29日 - バシケーン、マイネルスターリー
- 3月30日 - メイショウベルーガ、レインボーペガサス、トーホウドルチェ
- 4月1日 - ダイシンオレンジ
- 4月4日 - スマートファルコン、マイネレーツェル、マルブツイースター
- 4月5日 - キャプテントゥーレ
- 4月9日 - タケミカヅチ
- 4月10日 - アポロドルチェ
- 4月12日 - メイショウクオリア
- 4月13日 - ハートオブクィーン
- 4月14日 - ブライティアパルス
- 4月16日 - エーシンジーライン
- 4月21日 - イイデケンシン
- 4月22日 - エスポワールシチー、ナムラクレセント
- 4月23日 - チェレブリタ、ルルパンブルー
- 4月24日 - ディープスカイ、コパノジングー
- 4月26日 - マチカネニホンバレ
- 4月27日 - マイネルチャールズ
- 4月28日 - レオマイスター
- 4月30日 - レッツゴーキリシマ、ロールオブザダイス
- 5月5日 - サクセスブロッケン
- 5月11日 - レジネッタ
- 5月14日 - ディラクエ
- 5月16日 - ヤマニンキングリー
- 5月17日 - アーネストリー、マサノミネルバ
- 5月25日 - サマーウインド
- 5月26日 - セレン
- 6月4日 - ドリームシグナル

### 人物
- 1月20日 - 石田拓郎（騎手）
- 3月19日 - 小林美駒（騎手）
- 5月20日 - 柴田裕一郎（騎手）
- 9月28日 - 高杉吏麒（騎手）
- 10月1日 - 所蛍（騎手）
- 10月22日 - 石神深道（騎手）
- 11月12日 - 長浜鴻緒（騎手）

## 死去

### 競走馬、繁殖馬
- 3月17日 - ニホンピロウイナー
- 4月4日 - シャダイカグラ
- 4月23日 - アドラーブル
- 6月10日 - シーキングザパール
- 8月8日 - アグネスフローラ
- 8月27日 - ダンツフレーム
- 9月22日 - メジロラモーヌ
- 10月31日 - オペックホース
- 11月7日 - ナリタトップロード
- 11月21日 - スズカコバン
- 12月1日 - ビッグウルフ

### 人物
- 1月13日 - 田所祐（馬主）
- 2月14日 - 福永二三雄（調教師・大井）
- 2月24日 - 土門一美（調教師・JRA）
- 6月18日 - 大迫忍（馬主、*1945年）
- 7月9日 - 西川清（馬主、*1938年）
- 10月15日 - 前田禎（調教師・JRA）
- 12月2日 - 鈴木冨士雄（調教師・大井）
- 12月21日 - 岡部盛雄（調教師・大井）

## 引退

### 競走馬
- 1月5日 - ツルマルボーイ
- 1月14日 - サニングデール
- 1月18日 - ノボジャック
- 1月19日 - ブランディス
- 1月22日 - チアズブライトリー
- 4月9日 - メガスターダム
- 4月21日 - ナムラサンクス
- 5月7日 - ザッツザプレンティ
- 5月20日 - ヒシミラクル
- 6月15日 - トーセンダンス
- 8月5日 - ハギノハイグレイド
- 9月21日 - マイネルセレクト
- 11月2日 - カルストンライトオ
- 11月11日 - ダイタクバートラム
- 11月11日 - チアズメッセージ
- 11月16日 - アドマイヤドン
- 11月29日 - デュランダル
- 12月22日 - ボーンキング
- 12月28日 - ゼンノロブロイ

### 人物
- 2月28日 - 加藤和宏（JRA騎手）
- 2月28日 - 佐伯清久（JRA騎手）
- 2月28日 - 坪正直（JRA調教師）
- 2月28日 - 新関力（JRA調教師）
- 2月28日 - 松永善晴（JRA調教師）
- 3月10日 - 岡部幸雄（JRA騎手）
- 3月20日 - 牧田和弥（JRA騎手）
- 4月20日 - 川合達彦（JRA騎手）
- 4月30日 - 伊藤暢康（JRA騎手）
- 5月20日 - 高木嘉夫（JRA調教師）
- 5月31日 - 嶋田高宏（JRA騎手）
- 5月31日 - 水野貴広（JRA騎手）
- 11月30日 - 横山賀一（JRA騎手）
- 12月31日 - 大江原隆（JRA騎手）
- 12月31日 - 佐藤年毅（JRA騎手）
- 12月31日 - 徳吉孝士（JRA騎手）

### 繁殖馬
- アブクマポーロ
- ウィズダム
- ウイニングチケット
- エブロス
- エムアイブラン
- クエストフォベスト
- クラカゲオー
- クリスザブレイヴ
- ゴーナウ
- ゴールドプルーフ
- ゴールドレット
- サンゼウス
- シアトルスズカ
- ゼネラリスト
- タイキエルドラド
- タイキブリザード
- ダイタクアスリート
- トーヨーリファール
- バンブーパッション
- バンブービギン
- バンブーメモリー
- ビワタケヒデ
- ビワハヤヒデ
- プレミアムサンダー
- ホスピタリテイ
- ポリッシュパトリオット
- マイニング
- マイヨジョンヌ
- ミシル
- モガンボ
- ラシアンゴールド
- ランドショウザン
- レオリュウホウ
- ワカオライデン
- ワシントンパイザー